# 京成千原線
千原線（ちはらせん）は、千葉県千葉市中央区の千葉中央駅と市原市のちはら台駅を結ぶ京成電鉄の鉄道路線である。ちはら台駅以外の駅は千葉市内にある。駅ナンバリングで使われる路線記号はKS。

## 路線データ
- 路線距離：10.9km
- 軌間：1435mm
- 駅数：6駅（起終点駅含む）- うち列車交換可能駅は4駅
- 複線区間：なし（全線単線） - ただし、複線化のための用地はすでに準備されている。
- 電化区間：全線（直流1500V）
- 閉塞方式：自動閉塞式
- 保安装置：C-ATS
- 最高速度：100km/h[4]
  - 路線の設備は110km/hまで対応[2][3]
- 建設主体：日本鉄道建設公団（現 独立行政法人 鉄道建設・運輸施設整備支援機構）

## 概要
千葉線の千葉中央駅から千葉市南東部の丘陵地帯を走り、ニュータウンであるおゆみ野・ちはら台方面へ向かうベッドタウン路線。千葉市中心部・幕張新都心・東京都心方面の通勤輸送が中心で、千葉線と直通運転を行っている。

### 路線概況
千葉中央駅からしばらくの間は東日本旅客鉄道（JR東日本）の外房線と並行して走る。外房線の本千葉駅を過ぎたあたりで同線と別れ、その後左に大きく曲がりながら同線を乗り越えて千葉寺駅に至り、進路を東へ向ける。京葉道路をくぐる手前で右に曲がって進路を再び南東へ向け、大森台駅を過ぎた後にさらに右に曲がり進路を南に向ける。外房線をくぐって学園前駅を過ぎると左に曲がって進路を東に向け、おゆみ野駅を出ると右に曲がって南に向かい、終点のちはら台駅に到達する。
大森台駅付近から学園前駅付近までと、ちはら台駅は掘割、その他は高架が中心となっており、線内に踏切が存在しない。

## 運行形態
すべての列車が普通列車（各駅停車）で線内運転はなく、千葉線京成津田沼駅 - ちはら台駅間の直通運転を行っている。一部本線に直通する京成上野駅発着の普通列車も設定されている。
おおむね1時間あたり3本（20分間隔）程度の運行で平日朝は4本運転される時間帯がある。日中の一部の列車はワンマン運転を行い、4両編成で運行される。日中は20分間隔の等間隔運転で千葉線（10分間隔）の2本に1本が本路線に乗り入れる形である。なお、日中千葉線で運用される松戸線の車両は乗り入れないが、松戸線の車両にも「ちはら台」の行先表示が備えられている。また、定期列車での設定は無いが、京成線の車両には「大森台」の行き先表示が備えられている。
駅ホーム有効長は8両編成に対応しているが、千葉線の駅が一部を除き6両編成のみの対応であるため、列車は6両編成か4両編成で運行され8両編成の列車は運行されていない。ただし、京成トラベルサービス主催の団体臨時列車ではAE形、3100形、3400形などの8両編成の入線実績がある。

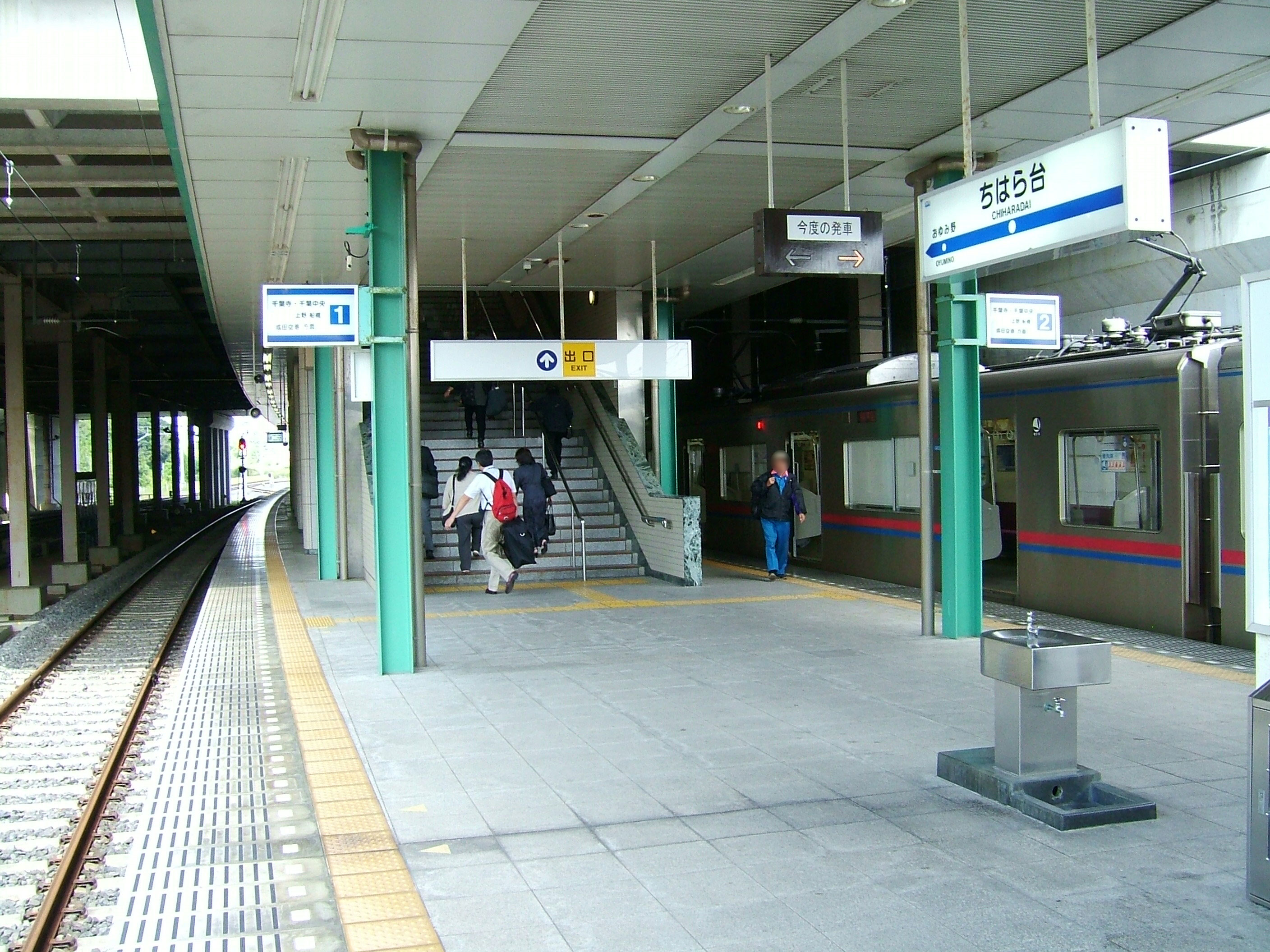
ちはら台駅
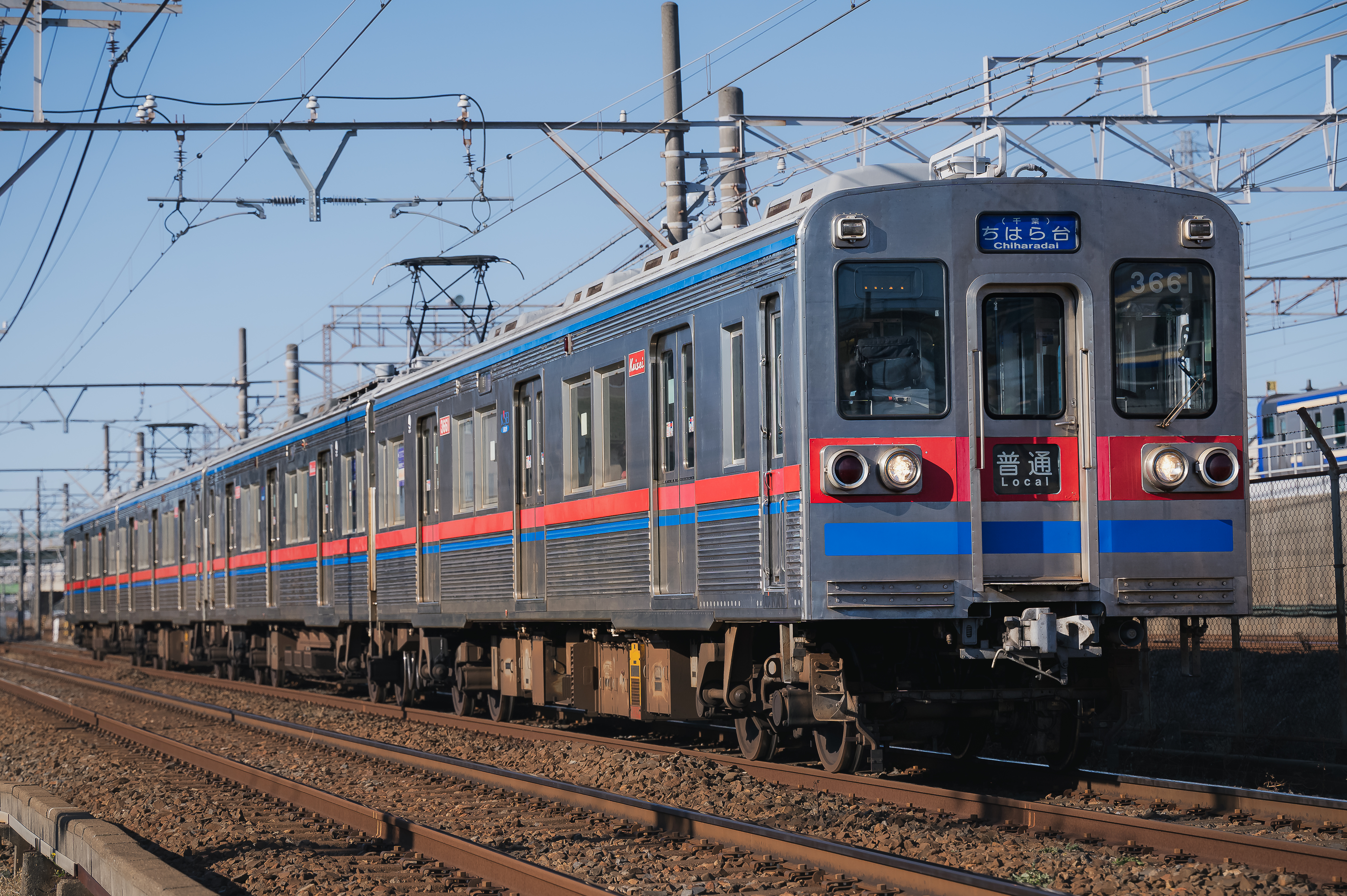
「（千葉）ちはら台」行き方向幕を掲出して走行する3600形電車
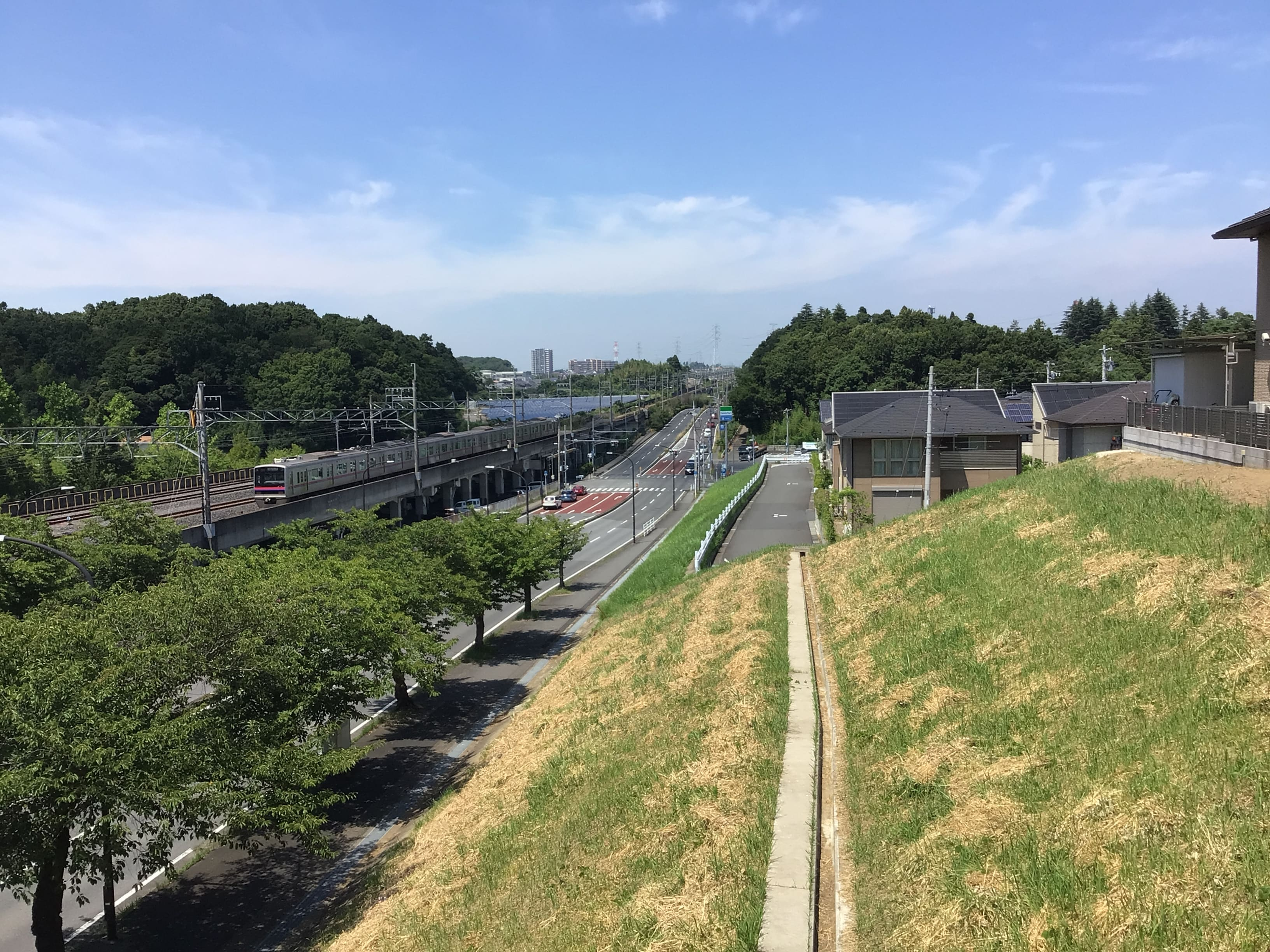
ちはら台駅付近を走行する列車

## 歴史

### 開設経緯

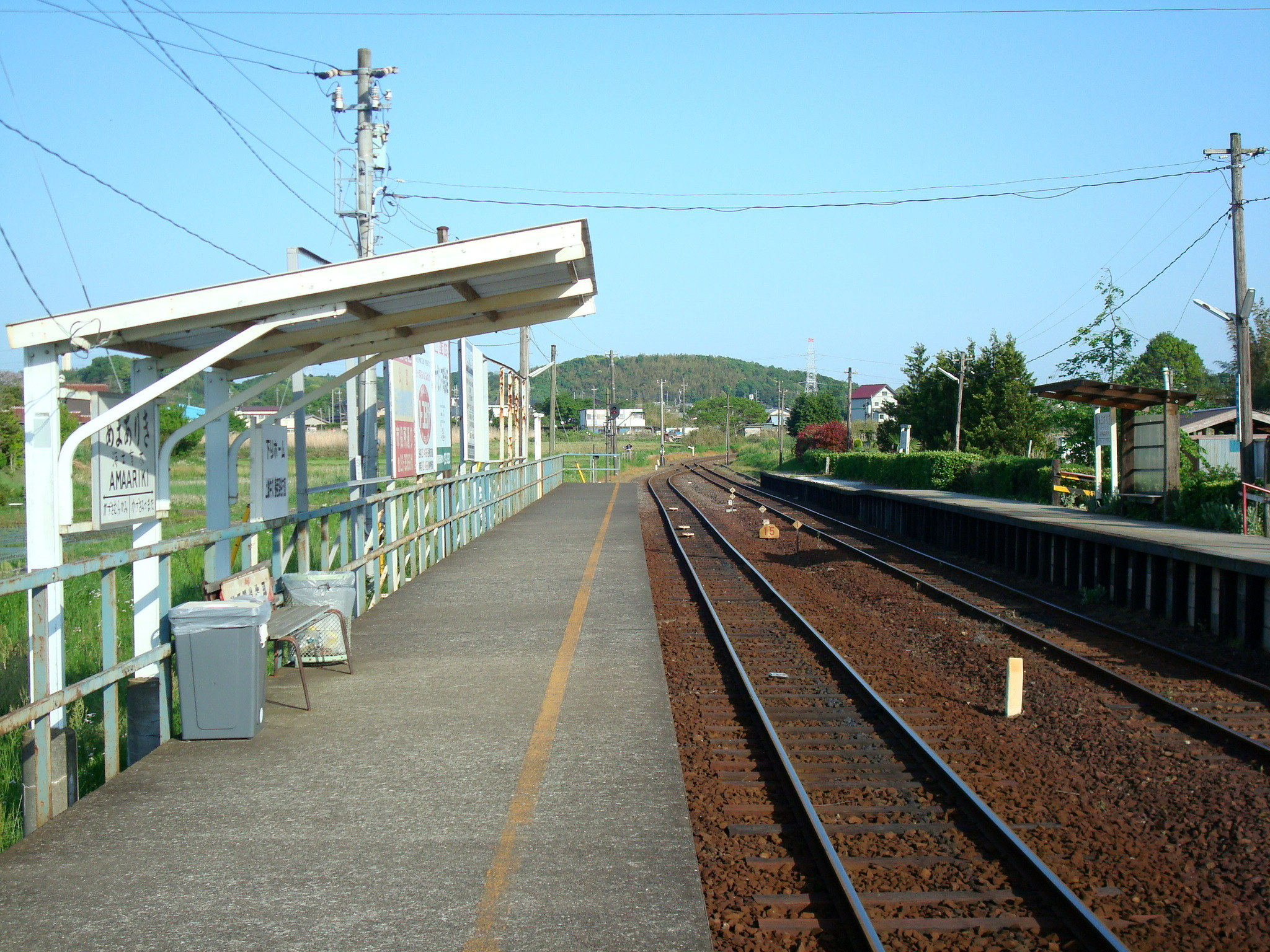
小湊鉄道線海士有木駅まで建設される予定であった

元々、市原市を主に通る小湊鉄道が1950年代後半に免許申請した路線である。国鉄（現・JR東日本）内房線五井駅経由で千葉市中心部・東京都心へ通勤・通学していた客を、海士有木駅から分岐する新線で直接本千葉駅まで輸送する目的で考えられていた。当時、小湊鉄道線沿線では、光風台などニュータウンの造成が進んでおり、その輸送人員の増大と、沿線開発による運賃収入を当て込んでいた。
1957年に免許は下りたものの、小湊鉄道に新線を建設するだけの資金が無く、長らく放置されていた。1970年代に入り、住宅・都市整備公団による千葉市南東部・市原市北部にまたがるニュータウンが計画されると、当路線の免許区間の沿線になるため、ニュータウンへのアクセス路線として建設する案が浮上した。これに伴い、免許は京成電鉄や千葉県・千葉市・市原市などが出資する第三セクター会社・千葉急行電鉄に譲渡され、標準軌(1435mm)・1500V直流電化と、京成線の線路規格に揃えられ、起点も京成千葉駅（現・千葉中央駅）に変更し京成千葉線に乗り入れる計画に変更された。
当初は、学園前駅付近からまっすぐに辰巳台・国分寺台を経由して海士有木に至る計画であったが、この変更に伴い、ルートを1.5kmほど東側にずらし、現おゆみ野・ちはら台のニュータウン区域を通るように変更された。ニュータウンの中央ではなく、南西の端をかすめるように通っているのはこのためである。

### 移管経緯

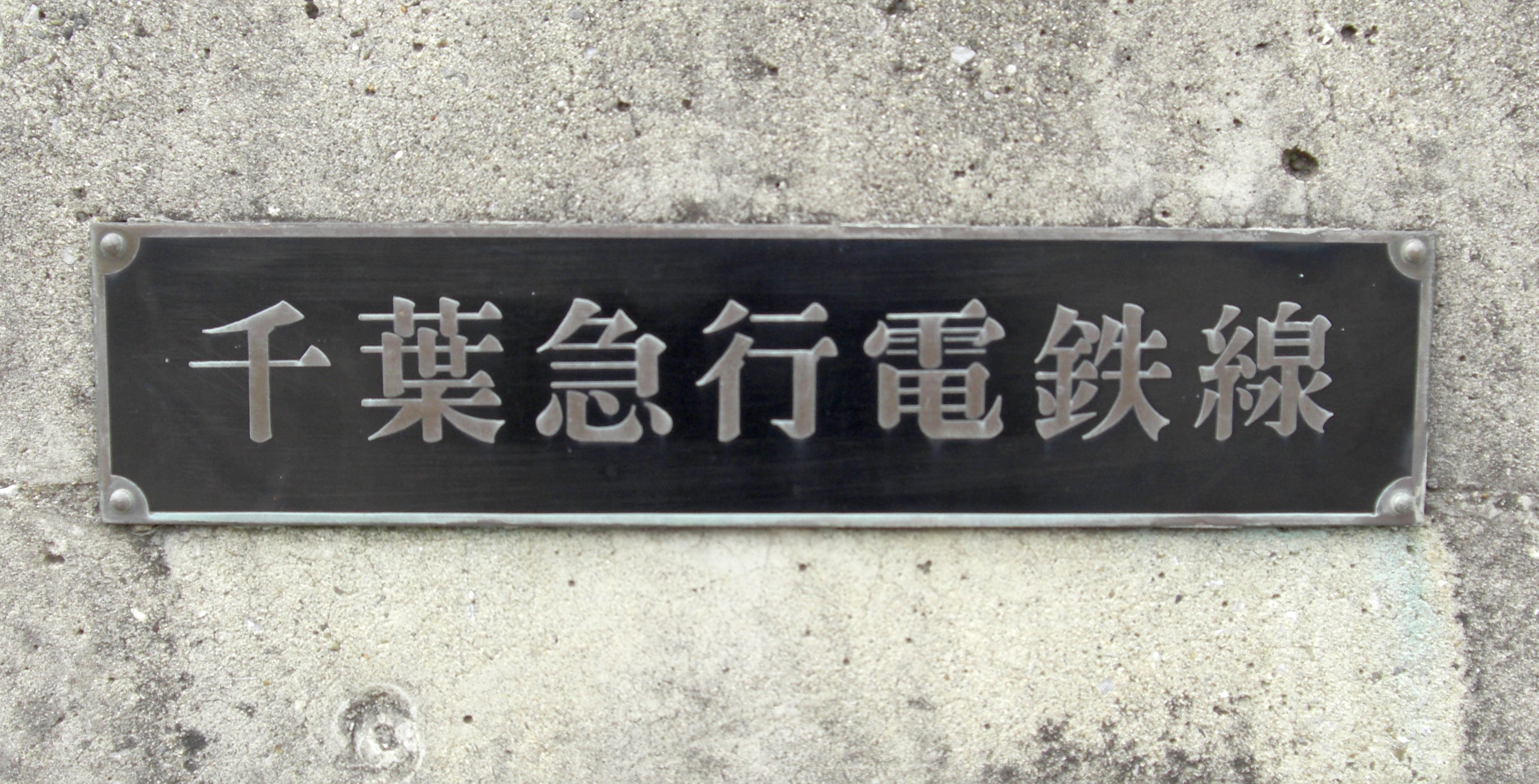
千原線となった後も、施設等には「千葉急行」の表記が残るものも見られる（画像は大森台駅付近の跨道橋にあるプレート）

1992年（平成4年）に千葉急行電鉄千葉急行線として大森台まで開業し、1995年（平成7年）にちはら台まで延伸開業し、引き続き既存区間の複線化（2000年4月目標）と辰巳台（ちはら台駅の南西）までの延伸が検討されていた。しかし、バブル崩壊に伴うおゆみ野・ちはら台の開発の遅れによって、沿線人口は伸び悩んでいた。そして、土地取得費用が跳ね返った高額な運賃体系がネックとなって乗客が需要予測と比べて少なかったことや減価償却費や金利の負担により、千葉急行電鉄は債務超過に陥り破綻した。
これにより、1998年（平成10年）に筆頭株主であった京成電鉄が経営を引き継ぎ、路線名も千原線に改めた。移管後も運賃体系は従前のものを継承し（後述）、また各駅のほとんどの案内サインも2010年代のサインシステム刷新で更新されるまで千葉急行電鉄様式のものを継続使用していた。なお、移管と同時に未開業区間であるちはら台 - 海士有木間の免許も京成電鉄が譲り受けたが、延伸と既存区間の複線化については事実上凍結され、千原線の一日の利用者数が4万人に達した時に検討するとしている。

### 路線延長について
2019年10月14日に工事施行認可の申請期限を迎える「千原線の未開業区間（ちはら台 - 海士有木）の延伸」について、同年9月26日に京成電鉄が申請期限の延長を行ったことが2020年に判明した。申請を行わなければ事業の許可が取り消されるため、京成電鉄は千原線の延長について検討を継続していることが明らかになった。
この申請期限延長に際し、京成電鉄は「（延伸区間の）沿線には病院、大学等教育施設が立地し、広域からの集客が期待できること、沿線地区において依然として大きな開発余地が見込まれていることを踏まえ、延長申請をいたしました。」との理由を添えている。

### 新駅の設置について
千葉市中央区自治会の要望を受け、千葉市から京成電鉄に対し、千葉県立千葉南高校や千葉県がんセンターが立地する千葉市中央区花輪町への新駅設置要望を行っている。千葉市は千葉県および京成電鉄と協議を行っていきたい旨の回答を行っている。

### 年表
開業当初の計画では、1997年（平成9年）4月に千葉中央駅 - 大森台駅間、2000年（平成12年）4月に大森台駅 - ちはら台駅間をそれぞれ複線化する予定であった。
- 1957年（昭和32年）12月27日 - 小湊鉄道が本千葉駅 - 海士有木駅間の地方鉄道業免許を取得。
- 1975年（昭和50年）12月20日 - 地方鉄道業免許が小湊鉄道から千葉急行電鉄に譲渡。
- 1977年（昭和52年）3月30日 - 路線の一部変更（学園前駅以南の経路変更）が認可。
- 1992年（平成4年）4月1日 - 千葉急行電鉄千葉急行線 千葉中央駅 - 大森台駅間 (4.2 km) 開業[1]。
- 1995年（平成7年）4月1日 - 大森台駅 - ちはら台駅間 (6.7 km) 延伸開業[13]。
- 1998年（平成10年）10月1日 - 京成電鉄が譲受[8]。同社の千原線となる[8]。
- 2016年（平成28年）12月10日 - 列車保安装置を開業以来使用されていた1号型ATSからC-ATSへ更新[14]。
- 2022年（令和4年）11月26日 - 日中時間帯の4両編成の列車にてワンマン運転を開始[15]。
- 2029年（令和11年）10月14日 - ちはら台 - 海士有木間 (8.2 km) の工事施行認可申請期限[11]。

## 合算運賃・高運賃問題
千葉急行電鉄時代の運賃体系を継承し、他の京成線とは別運賃扱いで、キロ数計算が千葉中央駅で打ち切られ、千原線と他線の運賃を合算する形式になっている（ただし普通乗車券については鉄道駅バリアフリー料金は二重加算されない。また、本線の谷津と千葉線の京成津田沼 - 京成千葉の各駅発着の場合は乗り継ぎ割引が適用される）。同時に線内運賃も千葉線・本線やJR東日本の幹線に比べ高水準である。
千原線を経由すると高負担になることから、沿線住民でも利用を敬遠することがある。おゆみ野駅から千葉中央駅への運賃が340円、京成千葉駅への運賃が410円なのに対し、JR外房線の鎌取駅から千葉駅への運賃は200円と安価なため（いずれもきっぷ運賃）、千原線沿線に住みながらJR線を利用する住民も存在する。
住民からの値下げ要望があり、2011年の日本共産党緑区委員会らによる千葉県知事との交渉では、沿線開発が進み当初の3 - 4倍に利用者が増えている事実を示し、京成電鉄に対し運賃引き下げの指導を行うよう要請した。この要請に対して千葉県交通計画課は、「運賃値下げは利便性向上の一つであるとして、住民の値下げ要望を京成電鉄に伝え、値下げ効果のシミュレーション実施などの提案を検討する」と回答している。

## 駅一覧
- 全駅千葉県内に所在。
- 線路（千原線内は全線単線）… ∧・∨・◇：列車交換可、｜：列車交換不可

| 駅番号       | 駅名         | 駅間キロ     | 累計キロ     | 接続路線                                                                            | 線路                                                                                | 所在地                                                                              | 所在地                                                                              |
| ------------ | ------------ | ------------ | ------------ | ----------------------------------------------------------------------------------- | ----------------------------------------------------------------------------------- | ----------------------------------------------------------------------------------- | ----------------------------------------------------------------------------------- |
| 直通運転区間 | 直通運転区間 | 直通運転区間 | 直通運転区間 | 京成千葉線京成津田沼駅まで（日中） 京成千葉線経由京成本線京成上野駅まで（日中以外） | 京成千葉線京成津田沼駅まで（日中） 京成千葉線経由京成本線京成上野駅まで（日中以外） | 京成千葉線京成津田沼駅まで（日中） 京成千葉線経由京成本線京成上野駅まで（日中以外） | 京成千葉線京成津田沼駅まで（日中） 京成千葉線経由京成本線京成上野駅まで（日中以外） |
| KS60         | 千葉中央駅   | -            | 0.0          | 京成電鉄： 千葉線（直通運転：上記参照）                                             | ∨                                                                                   | 千葉市                                                                              | 中央区                                                                              |
| KS61         | 千葉寺駅     | 2.5          | 2.5          |                                                                                     | ｜                                                                                  | 千葉市                                                                              | 中央区                                                                              |
| KS62         | 大森台駅     | 1.7          | 4.2          |                                                                                     | ◇                                                                                   | 千葉市                                                                              | 中央区                                                                              |
| KS63         | 学園前駅     | 3.1          | 7.3          |                                                                                     | ◇                                                                                   | 千葉市                                                                              | 緑区                                                                                |
| KS64         | おゆみ野駅   | 1.5          | 8.8          |                                                                                     | ｜                                                                                  | 千葉市                                                                              | 緑区                                                                                |
| KS65         | ちはら台駅   | 2.1          | 10.9         |                                                                                     | ∧                                                                                   | 市原市                                                                              | 市原市                                                                              |

ホーム有効長は全駅8両編成対応である。